# El Azuzul

El Azuzul na tle innych ośrodków olmeckich

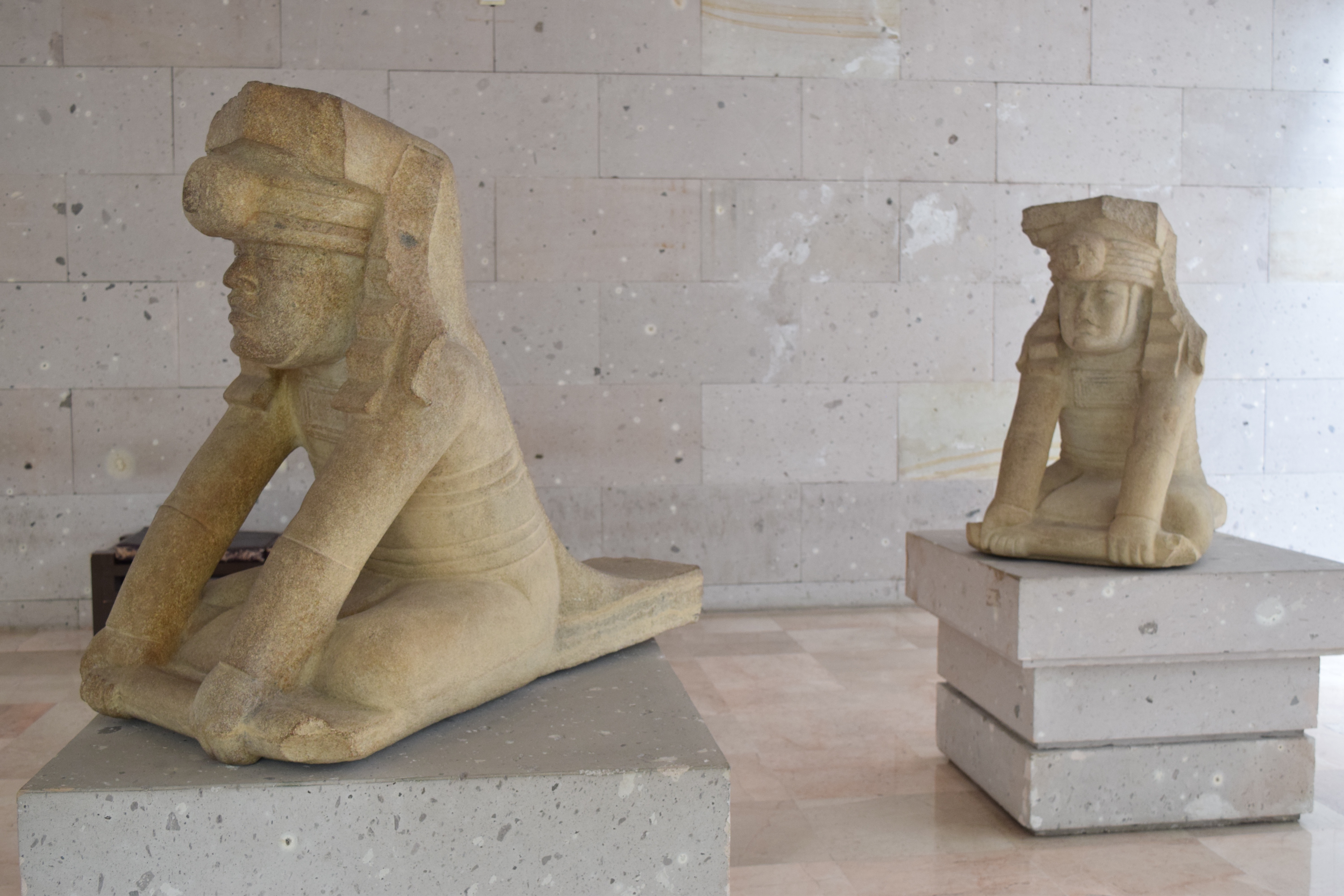
„Bliźniaki” z El Azuzul

El Azuzul – prekolumbijskie stanowisko archeologiczne położone w stanie Veracruz na zachodzie Meksyku. Jeden z ośrodków kultury olmeckiej.
Stanowisko położone jest w pobliżu koryta dawnej rzeki Chiquito, dopływu Coatzalcoalcos, ok. 10 km na południe od San Lorenzo Tenochtitlán. Z uwagi na niewielką odległość obu miejsc oraz podobieństwo stylistyczne niektórych rzeźb, przyjmuje się, że ośrodek funkcjonował w podobnym okresie co San Lorenzo Tenochtitlán, między 1100 rokiem p.n.e. a 800 rokiem n.e.
Najważniejszym znaleziskiem z El Azazul są dwie, niemal identyczne rzeźby przedstawiające siedzących ludzi. Odkrył je w 1987 roku robotnik koszący trawę w pobliżu ziemnego kopca. Ze względu na monumentalny wygląd określono je jako „jedne z największych arcydzieł sztuki olmeckiej”. Posągi wykonane są z bazaltu i mierzą odpowiednio 102 cm wysokości, 114 cm długości i 75 cm szerokości oraz 103 cm wysokości 116 cm długości i 70 cm szerokości. Pochodzą z wczesnego okresu preklasycznego (1200-900 p.n.e.). W momencie odkrycia posągi były zwrócone na wschód i miały uszkodzone nakrycia głowy, jednak najprawdopodobniej przedstawiały kapłanów. Niektórzy badacze zasugerowali, że posągi mogą być prekursorami majańskich Bohaterskich Bliźniaków z Popul Vuh.
Obecnie przechowywane są w Museo de Antropologia de Xalapa w Xalapa-Enríquez.